# Eccoptoptera
Eccoptoptera is een geslacht van kevers uit de familie van de loopkevers (Carabidae). De wetenschappelijke naam van het geslacht is voor het eerst geldig gepubliceerd in 1878 door Chaudoir.

## Soorten
Het geslacht Eccoptoptera omvat de volgende soorten:
- Eccoptoptera cupricollis Chaudoir, 1878
- Eccoptoptera mutilloides (Bertoloni, 1857)